# Obesotoma iessoensis
Obesotoma iessoensis é uma espécie de gastrópode do gênero Obesotoma, pertencente a família Mangeliidae.